# Va'aiga Tukuitonga
Va'aiga Paotama Tukuitonga és una política niueana i exministra del gabinet. És membre de l'Assemblea de Niue per al poble d'Alofi Nord.
Tukuitonga es va educar a la Universitat Victòria de Wellington. Anteriorment ha treballat com a jutgessa de pau, servidora pública i mestra d'escola. Va ser escollida per primera vegada a l'Assemblea en les eleccions de 1999, derrotant el primer ministre en funcions Frank Lui en el seu propi escó. Va ser reelegida en les eleccions de 2002 i 2005, i va ser membre del Gabinet de Young Vivian, qui la va nomenar ministra d'Educació. Va ser escollida sense oposició en les eleccions de 2008 .
El 2013, Tukuitonga va culpar la caiguda de la població de Niue a l'ús d'anticonceptius.
Tukuitonga es va retirar de la política en les eleccions generals de 2023.